# برادران کریستی
چارلز هربرت کریستی (انگلیسی: Charles Herbert Christie؛ ‏ ۱۳ آوریل ۱۸۸۲ – ۱ اکتبر ۱۹۵۵) و آلفرد ارنست کریستی (انگلیسی: Alfred Ernest Christie؛ ‏ ۲۳ نوامبر ۱۸۸۶–۱۴ آوریل ۱۹۵۱) دو برادر تهیه‌کننده و کارگردان اهل کانادا بودند.

## زندگی‌نامه
این دو برادر هر دو در لندن، انتاریو، کانادا به دنیا آمدند. پدرشان مدیر یک سالن نمایش و اپرا و مادرشان متصدی گیشه و حسابدار آن بود. چارلز در ۱۴ سالگی از مدرسه فارغ‌التحصیل شد و در دوره چهار ساله حسابداری را تنها در دو سال گذراند و در ۱۶ سالگی فارغ‌التحصیل شد.
این دو برادر شرکت فیلم‌سازی کریستی را در ۶ ژانویهٔ ۱۹۱۶ بنیان نهادند. فیلم‌های این شرکت توسط شرکت یونیورسال توزیع می‌شد و کارل لملی ۵٬۰۰۰ دلار آمریکا به این شرکت اهدا کرد تا در تأسیس آن کمکی کرده باشد. اَل می‌خواست که کمپانی به میزان مساوی فیلم‌های وسترن و کمدی تولید کند، اما چارلز او را متقاعد کرد که تنها روی تولید فیلم‌های کمدی تمرکز کنند. چارلز قائم‌مقام و مدیر کل شرکت بود. آنها به قرارداد توزیع خود با یونیورسال پایان دادند و در سال ۱۹۱۹ به اجوکیشنال پیکچرز رفتند. از سال ۱۹۲۷ تا ۱۹۲۸، فیلم‌های این شرکت توسط پارامونت پیکچرز و سپس به‌دنبال لغو قرارداد با پارامونت، توسط کلمبیا پیکچرز توزیع شد. در فیلم‌های آن‌ها هنرمندانی چون بتی کامپسن، دوروتی دوور، لوید همیلتون، اَل سنت جان، فی تینچر و دیگران نقش‌آفرینی کردند.
چارلز مدتی مدیر صندوق امداد فیلم‌های سینمایی بود. او همچنین در سال ۱۹۲۵ یکی از اعضای کمیته مبارزات انتخاباتی رابرت ام. آلن برای  انتخاب مجدد در شورای شهر لس آنجلس بود. او جانشین جوزف ام. شنک به عنوان رئیس «انجمن تهیه‌کنندگان فیلم‌های سینمایی»، (یکی از شرکت‌های تابعه تولیدکنندگان و توزیع کنندگان فیلم‌های سینمایی آمریکا) شد.
برادران کریستی استودیوی متروپولیتن را در دهه ۱۹۲۰ خریداری کرد و بیش از ۵۰۰٬۰۰۰ دلار برای عایق‌بندی صوتی آن هزینه کردند. «زنان خطرناک» اولین فیلم صدادار این دو برادر بود و بعدها بیش از پنجاه فیلم بلند صدادار دیگر در سال ۱۹۲۹ تولید کردند. برادران کریستی پس از واقعهٔ سه‌شنبهٔ سیاه در سال ۱۹۲۹ از نظر مالی نابود شدند. آنان از وام‌های بانکی برای خرید املاک استفاده کردند و تا سال ۱۹۳۲ میلادی، ۲٫۵ میلیون دلار بدهی داشتند. برادران دارایی‌های خود را فروختند، اما هنوز ۷۰٬۰۰۰ دلار کمتر از مبلغ بدهی بودند. سرانجام برادران هورسلی باقی مانده بدهی‌ها را پرداخت کردند.
پس از مدتی فعالیت جداگانه، این دو برادر مجدداً با استخدام در شرکت هواپیماسازی داگلاس به هم پیوستند و اَل مدیر بخش سرگرمی این کارخانه در سانتا مونیکا شد که هنرمندانی چون لوسیل بال، میلتون برل، بینگ کرازبی، دوک الینگتون، گریسی فیلدز، باب هوپ، بتی هاتن، گلن میلر و جیمز استوارت در دوران مدیریت او در آنجا حضور داشتند.
اَل بعدها گفت که «تعداد بسیار کمی از نگاتیوها یا فیلم‌های ما باقی ماندند» زیرا «نمی‌توانستند سردخانه‌ای را که برای سالم نگه داشتن امولسیون قدیمی فیلم‌ها لازم بود، فراهم آوردند». آل قبل از بازنشستگی بیش از هفتصد فیلم در آنجا تولید کرد.

## زندگی شخصی
اَل در سال ۱۹۱۱ با شرلی کالینز ازدواج کرد، اما بعداً طلاق گرفتند. در سال ۱۹۲۵، برادران کریستی و شرکت فیلمسازی آنها ۳۱٬۶۵۴٫۴۳ دلار (معادل ۵۲۸٬۲۱۵ دلار در سال ۲۰۲۲) مالیات بر درآمد پرداخت کردند. اَل پس از جنگ جهانی دوم و چارلز هم در سال ۱۹۵۰ بازنشسته شدند. اَل در ۱۴ آوریل ۱۹۵۱، سه روز پس از سکته قلبی در بورلی هیلز، کالیفرنیا درگذشت. او تنها ۲٬۵۹۷ دلار (معادل ۲۹٬۲۸۰ دلار در سال ۲۰۲۲) دارایی داشت که ۱٬۶۹۷ دلار آن پول نقد و ۹۰۰ دلارش اموال منقول بود که چارلز همگی را به ارث برد. چارلز در ۱ اکتبر ۱۹۵۵ در بورلی هیلز درگذشت و به کدبانو و خدمتکار منزلش که بیش از سی ساله به او خدمت کرده بود، بیش از ۲۵۰٬۰۰۰ دلار (معادل ۲٬۷۳۱٬۰۵۶ دلار در سال ۲۰۲۲) و همچنین خانه‌اش را به ارث گذاشت. این خدمتکار نیز سه ماه بعد در یک سانحهٔ رانندگی درگذشت.